# Aina the End
Aina Iitani (en japonés: 飯谷愛菜 Iitani Aina; Osaka, 27 de diciembre de 1994), más conocida como Aina the End (en japonés: アイナ・ジ・エンド Aina ji Endo; estilizado como AiNA THE END), es una cantante, actriz y idol japonesa. Conocida por su voz muy característica, algo ronca, es miembro fundadora del grupo idol Bish. En 2021 lanza sus dos primeros álbumes en solitario.

## Carrera
Antes de fundar el grupo Bish, Aina the End se instaló en Tokio y trabajó como cantante en una discoteca de Shibuya, y después como bailarina en un conjunto llamado Parallel para el cantante Yucat. Tras el final del grupo Bish, el representante del grupo, Junnosuke Watanabe, empezó audiciones para formar un nuevo grupo llamado Bish en enero de 2015. En marzo de 2015, Aina the End es anunciada como una de los cinco miembros que superaron la prueba. En el grupo, Aina the End es conocida por su voz ronca y por sus coreografías.
Fuera de Bish, Aina the End ha aparecido como vocalista para artistas como TeddyLoid, Mondo Grosso, Marty Friedman, My First Story, y Dish//. También ha interpretado en 2020 la canción al final del show televisivo Shinitai Yoru ni Kagitte. Fue la primera canción enteramente compuesta por Aina the End.
Aina the End lanzó su primer álbum en solitario, The End, el 3 de febrero de 2021. Su primer EP, Naisho (内緒Naisho?), salió el 2 de marzo de 2021.
En noviembre de 2021 lanza su segundo álbum en solitario, The Zombie.
En agosto de 2022, interpreta en Tokio el papel de Janis Joplin en la comedia musical Janis.
En septiembre de 2024, AiNA actúa por primera vez en la sala Budokan. El concierto es retransmitido por Amazon Prime Video a partir del 6 de diciembre de 2024.
El 27 de noviembre de 2024, AiNA THE END lanza su tercer álbum, Ruby Pop.
Actúa por primera vez en Europa los días 6 y 7 de diciembre de 2025 en Barcelona.

## Discografía

### Álbumes de estudio
| Title      | Album details                                                                          | Peak positions | Peak positions |
| Title      | Album details                                                                          | JPN Oricon     | JPN Billboard  |
| ---------- | -------------------------------------------------------------------------------------- | -------------- | -------------- |
| The End    | - Released: 3 de febrero de 2021 - Label: Avex Trax - Formats: CD, digital download    | 3              | 3              |
| The Zombie | - Released: 24 de noviembre de 2021 - Label: Avex Trax - Formats: CD, digital download | 12             | 11             |
| Ruby Pop   | - Released: 27 de noviembre de 2024 - Label: Avex Trax - Formats: CD, digital download |                |                |

### Extended plays
| Title                | Album details                                                                     | Peak positions |
| Title                | Album details                                                                     | JPN Oricon     |
| -------------------- | --------------------------------------------------------------------------------- | -------------- |
| Naisho (内緒Naisho?) | - Released: 2 de marzo de 2021 - Label: Avex Trax - Formats: CD, digital download | 18             |

### Singles

#### Como artista principal
| Title                                                                             | Year | Peak positions | Album   |
| Title                                                                             | Year | JPN Oricon     | Album   |
| --------------------------------------------------------------------------------- | ---- | -------------- | ------- |
| "Kienaide" (きえないで?)                                                          | 2018 | 10             | The End |
| "Shinitai Yoru ni Kagitte" (死にたい夜にかぎって?)                                | 2020 | —              | The End |
| "—" denotes a recording that did not chart or was not released in that territory. |      |                |         |

#### Como artista invitada
| Title                                                                                              | Year | Peak positions | Peak positions | Album                            |
| Title                                                                                              | Year | JPN Oricon     | JPN Billboard  | Album                            |
| -------------------------------------------------------------------------------------------------- | ---- | -------------- | -------------- | -------------------------------- |
| "To The End" TeddyLoid feat. Aina the End                                                          | 2017 | —              | —              | Silent Planet 2 Vol. 4           |
| "Break the Doors" TeddyLoid feat. Aina the End                                                     | 2017 | —              | —              | Silent Planet: Reloaded          |
| "Wasted Tears" Marty Friedman feat. Aina the End, Cent Chihiro Chittiii                            | 2018 | —              | —              | B The Beginning: The Image Album |
| "False Sympathy" (偽りのシンパシー?) Mondo Grosso feat. Aina the End                               | 2018 | —              | 76             | Attune / Detune                  |
| "Sing-a-Long" Dish// feat. Aina the End                                                            | 2019 | —              | —              | Junkfood Junction                |
| "Hikari no Hate" (光の涯?) Sugizo feat. Aina the End                                               | 2019 | —              | —              | Love & Tranquility               |
| "Fubenna Kawaiige" (不便な可愛げ?) Genie High feat. Aina the End                                   | 2019 | —              | —              | Genie High Story                 |
| "MARGHERITA + AiNA THE END" (マルゲリータ ＋ アイナ・ジ・エンド?) Kenshi Yonezu feat. Aina the End | 2024 | —              | —              | Lost Corner                      |
| "—" denotes a recording that did not chart or was not released in that territory.                  |      |                |                |                                  |

#### Bandas sonoras
| Title                                                | Year | Album            |
| ---------------------------------------------------- | ---- | ---------------- |
| "Part of Your World" (パート・オブ・ユア・ワールド?) | 2017 | Thank You Disney |